# Osmium(IV)-oxid
Osmium(IV)-oxid ist eine anorganische chemische Verbindung des Osmiums aus der Gruppe der Oxide.

## Gewinnung und Darstellung
Osmium(IV)-oxid kann durch Reduktion von Osmiumtetroxid in einem Wasserstoff-Stickstoff-Gasstrom oder durch Reaktion von Kaliumhexachloroosmat K2OsCl6 mit Natriumcarbonat bei hohen Temperaturen gewonnen werden.
Einkristalle des Oxides lassen sich durch eine CVT-Methode (Chemical Vapor Transport) herstellen. Hierfür wird zunächst elementares Osmium mit Natriumchlorat in einer abgeschmolzenen und evakuierten Ampulle in einer 2-Stufen-Umsetzung bei zunächst 300 °C und dann 650 °C zum polykristallinen Oxid umgesetzt. Die Ampulle mit dem Oxid wird dann in einen 2-Zonen-Ofen eingebracht, sodass je die Hälfte der Ampulle in einer der Zonen liegt. Während die eine Hälfte der Ampulle auf 960 °C aufgeheizt wird, wird die andere bei 900 °C gehalten. Nach 2 Tagen Reaktionszeit (bei anfänglich eingesetzten 0,15 g elementarem Osmium) lässt man die Ampulle abkühlen und erhält nach dem Öffnen etwa 2 mm große goldene Einkristalle der Zielverbindung.
{\displaystyle {\ce {3Os + 2NaClO3 -> 3OsO2 + 2NaCl}}}
{\displaystyle {\ce {OsO2 + O2 <=> OsO4_{(g)}}}}

## Eigenschaften
Osmium(IV)-oxid ist gekauft ein brauner bis schwarzer Feststoff, der wenig löslich in Wasser ist, während die frisch hergestellte Verbindung sowohl in poly- als auch einkristalliner Form eine goldene Farbe aufweist. Es geht an Luft langsam in Osmiumtetroxid über und kann pyrophor mit Luftsauerstoff reagieren. Es besitzt eine Kristallstruktur vom Rutiltyp (a = 451 pm, c = 319 pm). Das Dihydrat ist ein tiefschwarzes Pulver, das wie das Anhydrat zur Osmiumtetroxid-Bildung an Luft neigt. In Salzsäure ist es löslich zu Dihydrogenhexachloroosmat H2[OsCl6].